# 英女王伊麗莎白二世奧林匹克公園

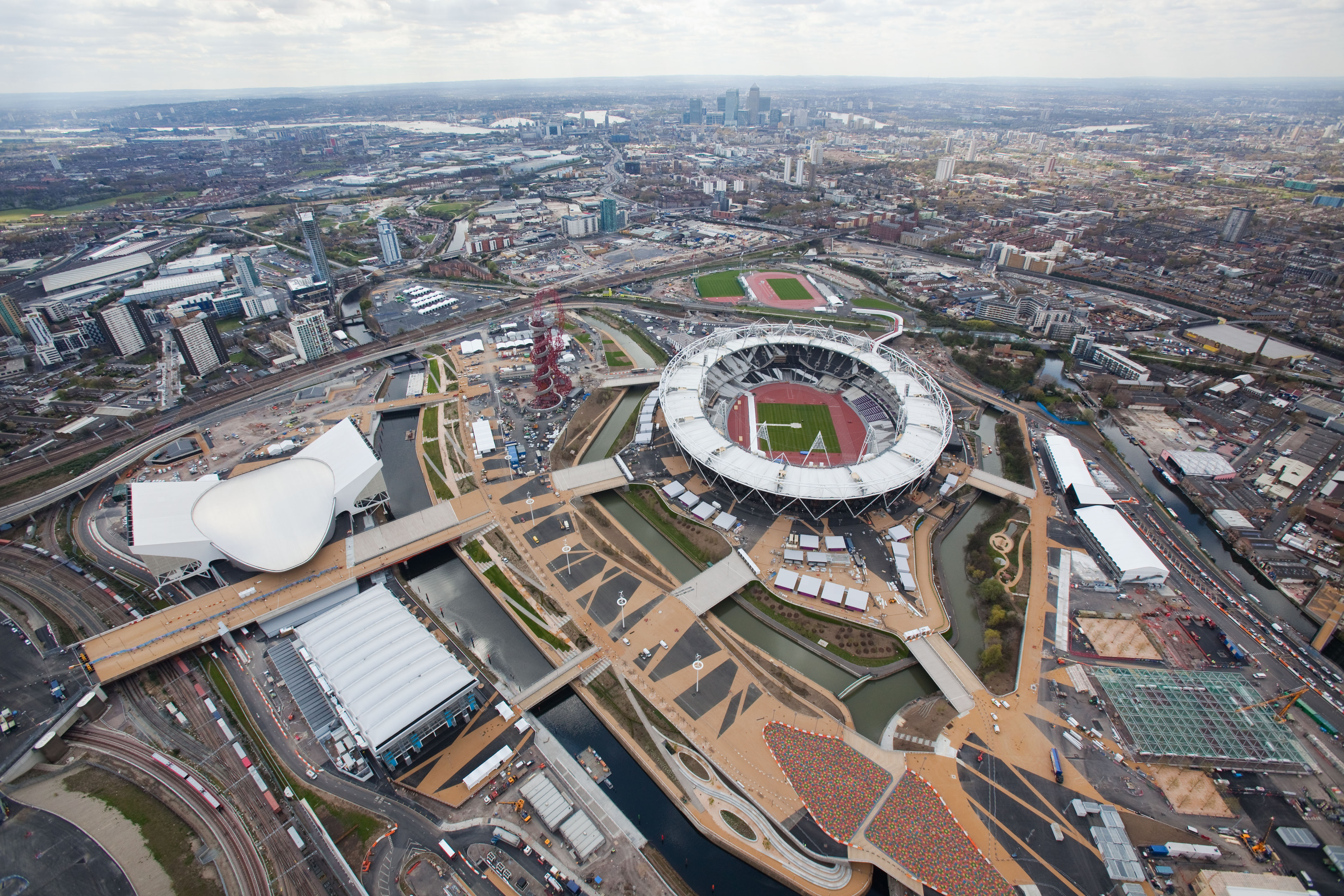
公園全景

英女王伊利沙伯二世奧林匹克公園（英語：Queen Elizabeth Olympic Park），啟用稱奧林匹克公園（英語：Olympic Park）位於英國倫敦東部，與斯特拉特福德市（Stratford City）相鄰；公園因主辦2012年倫敦奧運以及帕運會而興建的公園，也是該兩個運動會的主賽區；公園以及相關奧運場館已經對外開放。奧林匹克公園將於2013年更名至今。

## 歷史
倫敦於申辦2012年倫敦奧運以及帕運會主辦權時在申辦建議書中建議奧林匹克公園作為主賽區並設有四個奧運場館；惟倫敦奧運及帕運組委會於2006年改變初衷，由原定建議為擊劍項目而興建的奧運場館方案取消並移師至ExCel國際會展中心，而排球項目也因此而遷至伯爵府展覽中心進行。
倫敦市長鲍里斯·约翰逊在經過諮詢以及得到伊利沙伯二世、英國奧林匹克委員會以及國際奧委會的准許後，於2010年10月宣布把奧林匹克公園將於2013年在完成主辦2012年倫敦奧運以及帕運會而重新對外開放時易名為英女王伊利沙伯二世奧林匹克公園以慶祝伊利沙伯二世於2012年6月登基鑽禧紀念；而英國皇家郵政已把奧林匹克公園聯同斯特拉特福德市的郵政編碼編為「E20」。同時，奧林匹克公園將會被改建成為150年以來歐洲最大的城市公園、成為東倫敦科技城（East London Tech City）一部分以及興建3,600個單位以配合斯特拉特福德市的社區發展。

## 設施
奧林匹克公園將有大約2,000棵如赤楊、柳樹、樺樹、榛樹等在英國土生土長的樹種樹木將會被移植至奧林匹克公園內生長外，也會在奧運村範圍內也會種植2,000棵樹木；而公園也會種植超過30萬棵適合於濕地環境生長的植物而將會成為英國最大的城市濕地公園。作為2012年倫敦奧運以及帕運會的主賽區，公園設有倫敦奧林匹克體育場、倫敦水上運動中心、籃球館、倫敦室內自由車館、銅箱館、奧運曲棍球中心、國際廣播中心以及奧運村，而正在倫敦奧林匹克體育場、倫敦水上運動中心之間興建的安賽樂米塔爾塔（ArcelorMittal Orbit）將會成為英國最大的公共藝術作品，而在2012年倫敦奧運及帕運會進行期間，當局會設置大屏幕作現時直播有關賽事。